# Wilhelm Schnabl
Wilhelm Schnabl (* 9. April 1904 in Eger; † 22. April 1990 in Salzburg) war ein böhmisch-österreichischer Maler und Zeichner.

## Leben
Schnabl übersiedelte 1918 nach Wien und studierte zwischen 1922 und 1927 an der Akademie der bildenden Künste Wien u. a. bei Karl Sterrerund Alois Delug. Nach der Ablegung der Lehrbefähigungsprüfung für Kunsterziehung und Mathematik im Jahr 1928 war er als Zeichenlehrer in Ried im Innkreis (1930 bis 1936), Kufstein (ab 1936) und Bludenz (ab 1948) tätig und lebte nach seiner Pensionierung ab 1969 in der Stadt Salzburg, wo ihm 1974 im Salzburger Kunstverein im Traklhaus und 1988 im Salzburger Museum Carolino Augusteum eine Ausstellung gewidmet wurde.

## Werke
Zu seinen Werken zählen Federzeichnungen und Aquarelle.
Seine Werke wurden u. a. in der ersten Gemeinschaftsausstellung der Innviertler Künstlergilde nach deren Neugründung 1947 in Ried gezeigt.
- Selbstportrait (1924)
- Blick vom Schlossberg (1931)
- Hans Fronius mit Pfeife (um 1936)
- Plainfeld (um 1926)
- Landschaft (1932)
- Bub aus dem Armenhaus Ried (1934)
- Straßenszene in Wien (1931)
- Hallein (1932)
- Häusergruppe in Königsberg an der Eger (1940)
- u. a.[3]